# Mark est-allemand
Pour les articles homonymes, voir Mark (monnaie) et DDM.
Le mark est-allemand (DDM, Mark der DDR ou Ostmark) est l'ancienne unité monétaire principale de la République démocratique allemande (RDA) de 1948 au 1er juillet 1990. Le mark est-allemand était divisé en 100 pfennigs.

## Histoire du mark est-allemand
| Unité monétaire est-allemande | Unité monétaire est-allemande | Unité monétaire est-allemande | Unité monétaire est-allemande |
| ----------------------------- | ----------------------------- | ----------------------------- | ----------------------------- |
| Nom                           | Abbr.                         | Du                            | Au                            |
| Deutsche Mark                 | DM                            | 31 octobre 1951               | 31 juillet 1964               |
| Mark der Deutschen Notenbank  | MDN                           | 1er août 1964                 | 31 décembre 1967              |
| Mark der DDR                  | M                             | 1er janvier 1968              | 30 juin 1990                  |

Après la Seconde Guerre mondiale, l'Allemagne fut partagée entre les quatre alliés vainqueurs. Mais les difficultés de tous ordres engendrées par la guerre froide amenèrent les États-Unis, le Royaume-Uni et la France à mettre en place une réforme monétaire le 20 juin 1948 en trizone occidentale, en instituant le Deutsche Mark afin de remplacer le reichsmark. Afin que l'afflux massif de reichsmarks dévalués dans la zone soviétique ne provoque l’effondrement économique de celle-ci déjà très instable, les autorités soviétiques répliquèrent en décidant de créer leur propre unité monétaire. Ainsi le 23 juin, elles firent apposer des coupons adhésifs sur les pièces et billets dont les propriétaires étaient en mesure de prouver l'origine de leurs fonds, cette mesure étant limitée à 70 reichsmarks par personne. Par la suite, seuls les billets purent être échangés contre les nouvelles coupures émises par la Deutsche Notenbank, banque centrale de la zone Est (le pendant de le Bank Deutscher Länder, ancêtre de la Deutsche Bundesbank) et qui deviendra par la suite, la Staatsbank, la banque d'État de la RDA, en 1968.
Le 24 juillet 1948, une nouvelle série de coupures est mise en circulation et fut appelée Deutsche Mark der Deutschen Notenbank jusqu'en 1964. Puis elle prit le nom de Mark der Deutschen Notenbank jusqu'en 1967, et enfin Mark der DDR (mark de la RDA). Mais, il fut tout simplement appelé Mark.
Le mark est-allemand fut remplacé par le Deutsche Mark le 1er juillet 1990 lorsque l'union monétaire entra en vigueur à la suite de la chute du mur de Berlin et à la réunification de l'Allemagne (RFA et RDA).

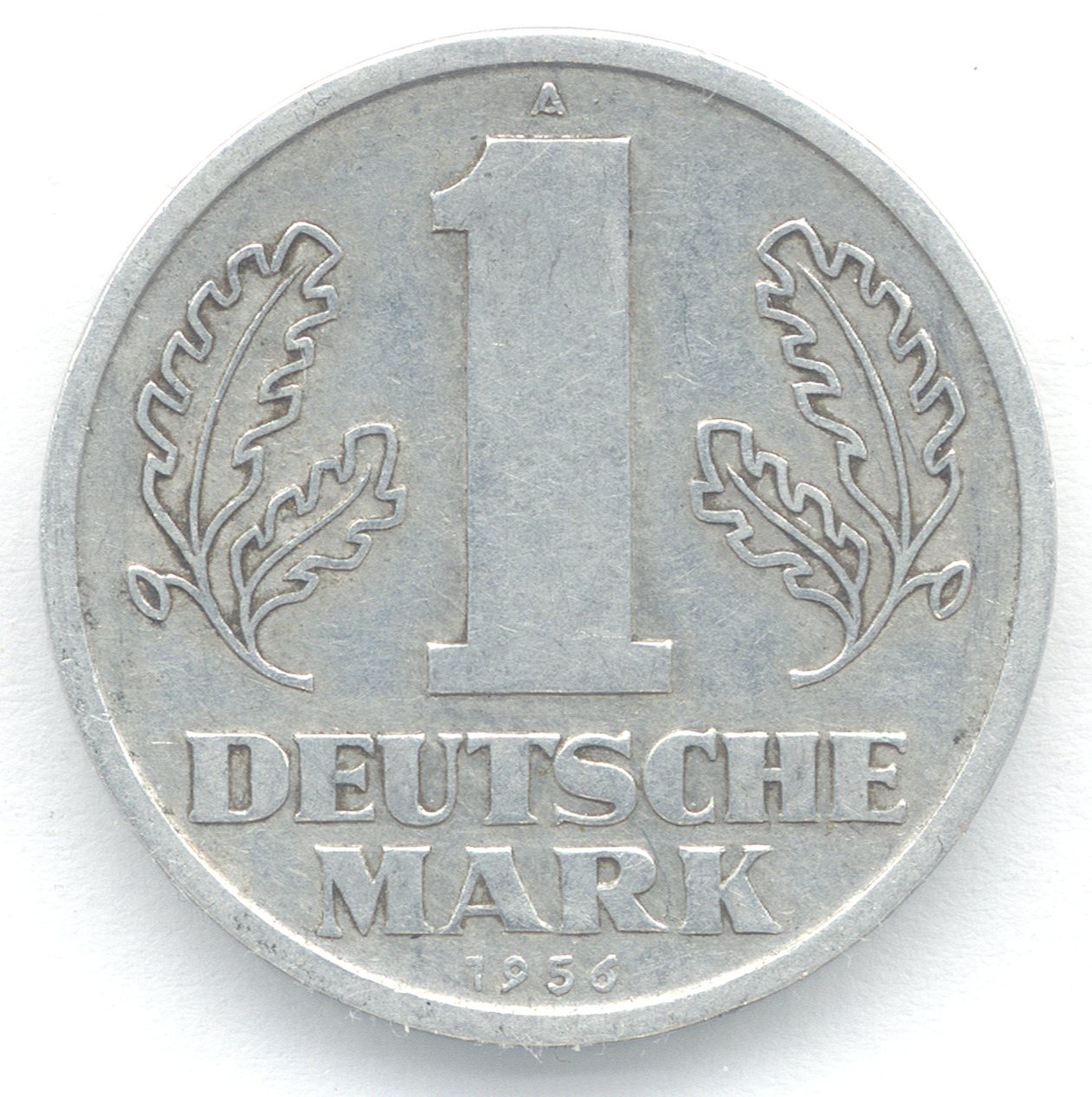
1 DEUTSCHE MARK (aluminium, 1956)
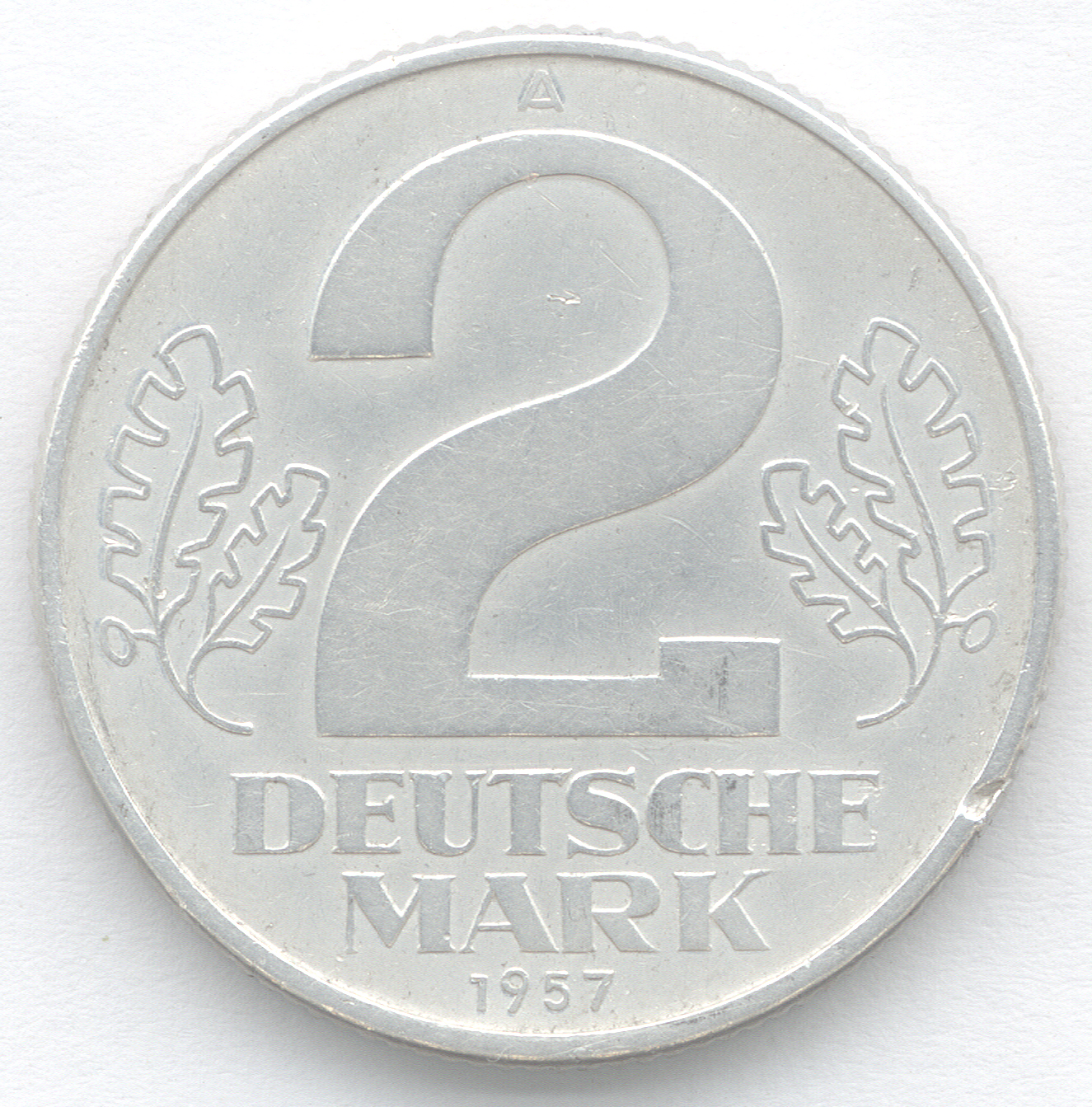
2 DEUTSCHE MARK (aluminium, 1957)

## Conversion de juillet 1990
Avant 1989, le mark est-allemand entre les deux Allemagnes s'échangeait sur le marché libre selon un rapport de 5 contre 1 : ce taux était applicable à tout citoyen venu de la RFA ou à un touriste en visite à Berlin.
Fin 1989, après la chute du Mur de Berlin, un taux de change au marché noir se développe, grimpant jusqu'à 20 marks est-allemands contre 1 deutschemark (DM). À partir du 2 janvier 1990, les citoyens de la RDA ont la possibilité de créer des comptes dits de valeur en DM auprès de la banque d'État de la RDA. Le taux de change officiel est fixé à 5 pour 1, transaction ouverte à toute personne, dans un bureau de change, sur présentation d'une pièce d'identité en cours de validité. À ce même taux, il fut également possible d'échanger des montants illimités dans les deux sens dans les succursales de la banque d'État de la RDA jusqu'au 30 juin 1990. Les billets des deux monnaies étaient désormais autorisés à traverser la frontière intérieure allemande sans entrave.
Dans le même temps, le taux sur le marché noir s'établit à un ratio d'environ 8 contre 1. De cette manière, principalement de l'argent provenant de sources illégales ou de revenus non imposés a été échangé.
Des règles particulières s'appliquèrent aux titulaires de compte à partir du 1er juillet 1990 :
- tous les titulaires de compte qui n'étaient pas citoyens de la RDA pouvaient échanger à un ratio de 3 contre 1 ;
- tous les titulaires de compte qui étaient citoyens de la RDA pouvaient échanger selon un ratio de 2 contre 1.

De plus, ces mêmes titulaires pouvaient échanger le montants des allocations suivantes dans un rapport de 1 contre 1  (à parité ) :
- 2 000 marks pour les enfants jusqu'à 14 ans inclus (la date de référence était le jour de l'union monétaire) ;
- 4 000 marks pour les personnes de 15 à 59 ans ;
- 6 000 marks pour les plus de 60 ans.

Les salaires, les pensions et les frais de fonctionnement tels que le loyer, l'électricité, etc., ont été convertis au taux de 1 contre 1. Pour tous les biens qui n'étaient plus subventionnés par l'État, furent constatés d'importantes augmentations de prix,.
Avec l'union monétaire du 1er juillet 1990 (Währungs-, Wirtschafts- und Sozialunion), le mark de la RDA a été remplacé par le mark allemand (DM) comme monnaie légale en RDA. Les pièces de la RDA jusqu'à 50 pfennigs étaient encore valables pendant une période transitoire jusqu'au 30 juin 1991 sur le territoire de la RDA et dans les nouveaux États fédéraux, car initialement, il n'y avait pas assez de pièces disponibles.

## Une monnaie nationale

### Transactions et commerce international
Le mark est-allemand était une monnaie nationale, du fait qu'elle n'était pas utilisable pour le commerce international et n'était pas convertible à l'étranger. De plus, l'importation ou l'exportation de mark est-allemands ont été interdites par le gouvernement et tout contrevenant (est-allemand ou étranger) pouvait encourir une condamnation. Pour les paiements internationaux, on se fondait sur le taux de change de devises étrangères ou sur le mark ouest-allemand. L'argent (devises) étranger n'était pas admis, habituellement, comme mode de paiement dans les commerces est-allemands — sauf dans les magasins Intershop (qui vendaient des produits de l'Ouest), où l'on ne pouvait régler qu'avec des devises fortes (devises étrangères incluant le mark de l'Ouest) ou au moyen de billets Forum (en allemand Forumscheck) disponibles à la banque d'État est-allemande en échange de toutes devises occidentales (y compris les marks ouest-allemands). Pour les voyages en Europe de l'Est, les citoyens est-allemands étaient autorisés à changer leurs marks est-allemands en devises de leur pays de destination avec, toutefois, une limitation de la somme changeable. En ce qui concerne les touristes occidentaux visitant la RDA, ils étaient obligés de changer un montant minimal de devises en marks est-allemands. Cette règlementation était nommée non officiellement, la « conversion forcée » (en allemand Zwangsumtausch).
Le pouvoir d'achat du mark est-allemand ne peut être comparé à celui du mark ouest-allemand (DM) que de manière très limitée : pour beaucoup de biens dont les prix sont contrôlés ou subventionnés par l'État pour les besoins principaux quotidiens comme des produits alimentaires de base, les logements ou les tickets d'autobus et de train, mais aussi des livres, le mark est-allemand avait un pouvoir d'achat clairement plus haut que le mark ouest-allemand. Pour les biens de consommation tel que les téléviseurs ou les voitures, son pouvoir d'achat était toutefois beaucoup plus faible. Sur le marché libre, le mark est-allemand s'échangea pendant une longue période, à 1 pour 0,20 mark ouest-allemand, mais cela est très relatif pour évaluer le pouvoir d'achat. Une règle interne est-allemande pour le commerce à l'exportation nommée Richtungskoeffizienten donnait 1 DM pour 4,40 marks de l'est, ce qui signifiait que, pour 1 DM de produits exportés par les entreprises est-allemande, elles étaient crédités en retour de 4,40 marks est-allemands. Cependant, le taux « officiel » était toujours de 1 pour 1 — la conversion de marks est-allemands en DM étant toujours possible mais de manière limitée et réglementée par l'État est-allemand (par exemple : pour un voyage approuvé à l'Ouest à des citoyens est-allemands avec un certain montant par jour de voyage)

### Pouvoir d'achat
Le pouvoir d'achat des marks est-allemands peut être estimé au mieux avec les prix en RDA, si on regarde celui-ci dans la relation aux revenus moyens. D'après les tableaux au calcul des retraites, un revenu mensuel moyen était, par exemple, en RDA[réf. souhaitée] :
- 1950 : 265,25 M
- 1960 : 444,00 M
- 1970 : 589,08 M
- 1980 : 787,33 M
- 1990 : 1290,33 M

Les prix sont restés stables pour de nombreux produits au fil des années et n’ont été ajustées fréquemment que par des changements des quantités emballées — pour des prix ronds, mais les quantités n’étaient pas rondes. L'introduction de nouveaux produits permettait toutefois aussi l'introduction de nouveaux prix. Des augmentations de prix indirectes étaient entreprises occasionnellement par des déplacements d'assortiments dans les quantités si bien que les articles meilleur marché étaient produits en quantités plus petites que les plus chers. En outre, il y a eu des hausses de prix par rapport aux précédents produits similaires, qui étaient fondées sur une augmentation de la « valeur d'usage ». Sur les boissons alcoolisées, depuis les années 60, il y avait eu au moins deux augmentations significatives des prix ou hausses des taxes. Parfois, il y avait même, pour les acheteurs professionnels ou privés, des listes de prix différents pour les produits appliqués, comme pour les matériaux de construction. De temps en temps des bons d'achat étaient aussi nécessaires, comme le « visa » d'un chef de file pour l'achat de batteries de voiture, qui n'étaient obtenues qu'avec la restitution de la ou des batteries usagées.
Les prix des « besoins fondamentaux » — produits alimentaires de base, loyer, électricité, billets de transport, journaux — furent gelés au niveau d'avant-guerre. Beaucoup de prix restèrent constants pendant des décennies, puisqu'ils étaient subventionnés au niveau national par l'État. Cela a entraîné d'autre part des salaires nets relativement faibles, et en 1988, pour des citoyens lambdas, ils oscillaient par exemple entre 400 et 1 300 marks avec une moyenne autour d'environ 800 marks. En 1988, les pensions de retraites standard s'élevaient entre 300 et 600 marks.

### Prix pratiqués en RDA avant 1990
- 0,05 M : un petit pain
- 0,08 M : un kilowattheure d'électricité
- 0,10 M à 0,15 M : un quotidien
- 0,20 M : affranchissement d'une lettre jusqu'à 20 g vers la RDA et les pays socialistes
- 0,34 M : une bouteille de lait entier (0,5 l, 2,2 % de matière grasse)
- 0,35 M : affranchissement d'une lettre jusqu'à 20 g vers un « pays non socialiste »
- 0,42 M : une bouteille de Club Cola (33 cl)
- 0,48 M : une bouteille de bière (33 cl)
- 0,78 M : un pain de seigle de 1,5 kg
- 1,50 M : un litre d'essence octane 88 (ordinaire)
- 1,55 M : 1 kg de sucre
- 2,40 M : 250 g de beurre
- 3,20 M : un paquet de 20 cigarettes filtres de fabrication nationale (F6, Semper ou Cabinet)
- 3,75 M : une bouteille de crème fouettée (0,25 l)
- 16,10 M : un disque vinyle de musique Pop de la marque Amiga
- 19,00 M : un billet de train pour un voyage de plus de 200 km
- 25,00 M : loyer mensuel de l'appartement de 40 m2 avec chauffage au poêle
- 66,00 M : un vol aller-retour Berlin-Prague avec la compagnie est-allemande Interflug
- 70,00 M : 1 kg de café (huit paquets de café moulu Mocca Fix de 125 g)
- 70,00 M : loyer mensuel pour un appartement de 60 m2 neuf, charges publiques incluses
- 123 M : une calculatrice scientifique SR1 (en 1984, prix subventionné pour les étudiants)
- 400 M : une montre à affichage numérique (prix au début des années 1980)
- Plus de 1 000 M pour un baladeur Sony
- 1 900 M : une mobylette Simson S51 Elektronik
- 2 300 M : un appareil photo reflex argentique Praktica B200 avec son objectif standard (en 1985)
- 2 700 M : une moto MZ TS 150 cm3
- 2 990 M : un lave-linge (en 1988)
- 4 500 à 6 000 M : une télévision
- plus de 8 900 M pour une Trabant (modèle standard)
- De 23 000 M pour une Wartburg 353, à plus de 30 000 M pour sa remplaçante, la Wartburg 1.3

## Pièces est-allemandes
Les pièces est-allemandes ont été frappées dans deux villes 
lettre A : atelier de Staatliche Münze Berlin à Berlin
lettre E : atelier de Muldenhütten jusqu'en 1953

## Billets est-allemands
Jusqu'en 1948, d'anciennes coupures libellées en rentenmarks et reichsmarks (avant 1933), appelés Klebemark, sont remisent en circulation, avec un timbre apposé sur la coupure garantissant leur cours légal.
Après cette date, une première série est fabriquée pour des valeurs de 50 pfennigs, et de 1, 2, 5, 10, 20, 50, 100, et 1 000 Deutsche Mark von der Deutschen Notenbank, suivie par une deuxième série en 1955.
En 1964, seuls les nouveaux billets de 5, 10, 20, 50 et 100 Mark der Deutschen Notenbank ont cours légal.
Durant les années 1970, sont fabriqués les billets définitifs de 5, 10, 20, 50 et 100 Mark der DDR, comportant respectivement les portraits de Thomas Müntzer, Clara Zetkin, Johann Wolfgang von Goethe, Friedrich Engels et Karl Marx.
En 1985, sont émis des billets de 200 et 500 marks, comportant des reproduction de bâtiments officiels.